# Hanchinal (K.S.), Chikodi
Hanchinal (K.S.) là một làng thuộc tehsil Chikodi, huyện Belgaum, bang Karnataka, Ấn Độ.